# Gyárfás Antal
Gyárfás Antal, születési és 1899-ig használt nevén Grünhut Antal (Jászalsószentgyörgy, 1881. március 3. – Budapest VI. kerülete, 1945. január 29.) magyar építész.

## Élete
Grünhut József és Feuerman Berta fiaként született. Oklevét 1905-ben a budapesti József Műegyetemen szerezte. Budapesten tervezett néhány szecessziós, később modern stílusú bérházat.

## Családja
Felesége Wolf Ilona (1890–1948) volt, Wolf Adolf és Hegedűs Szerén lánya, akivel 1910. december 24-én Budapesten, a Terézvárosban kötött házasságot. 1919-ben elváltak.
Gyermekei:
- Gyárfás Éva (1911–1955). Férje Gyárfás István (1905–?) kereskedő.
- Gyárfás Zsuzsanna Magdolna (1913–?). Férje Loránd Andor (1902–?) malomhivatalnok.

## Ismert épületei
- 1909: Mailloth de la Treille György báró halotti kápolnája, Tállya[4]
- 1909: Weber-ház, Budapest, Flórián tér 3.[5][6]
- 1910: Krausz Gusztáv bérháza, Budapest, Ostrom utca 14.[7]
- 1913–1914: Hunnia Építő Rt. bérháza, Budapest, Hegedűs Gyula utca 49-51.[8][9]
- 1916: bérház, Budapest, Ostrom utca 29.[10]
- 1928:  Modern Bérház Rt. bérháza, Budapest, Margit körút 45. / Keleti Károly utca 1. (az épület 1945-ben elpusztult)[11]
- 1929–1930: bérház, Budapest, Tátra u. 20/a.[12]
- 1929: bérház, Budapest, Tátra u. 20/b.[13]
- 1932: bérház, Budapest, Radnóti Miklós u. 43.[14]
- 1936: bérház, Budapest, Bajvívó u. 6.[15]
- 1941: bérház, Budapest, Kavics utca 1.[16]

### Tervben maradt épületek
- 1909: Zsinagóga, Debrecen, Kápolnás u. (II. díj)[17]

## Képtár

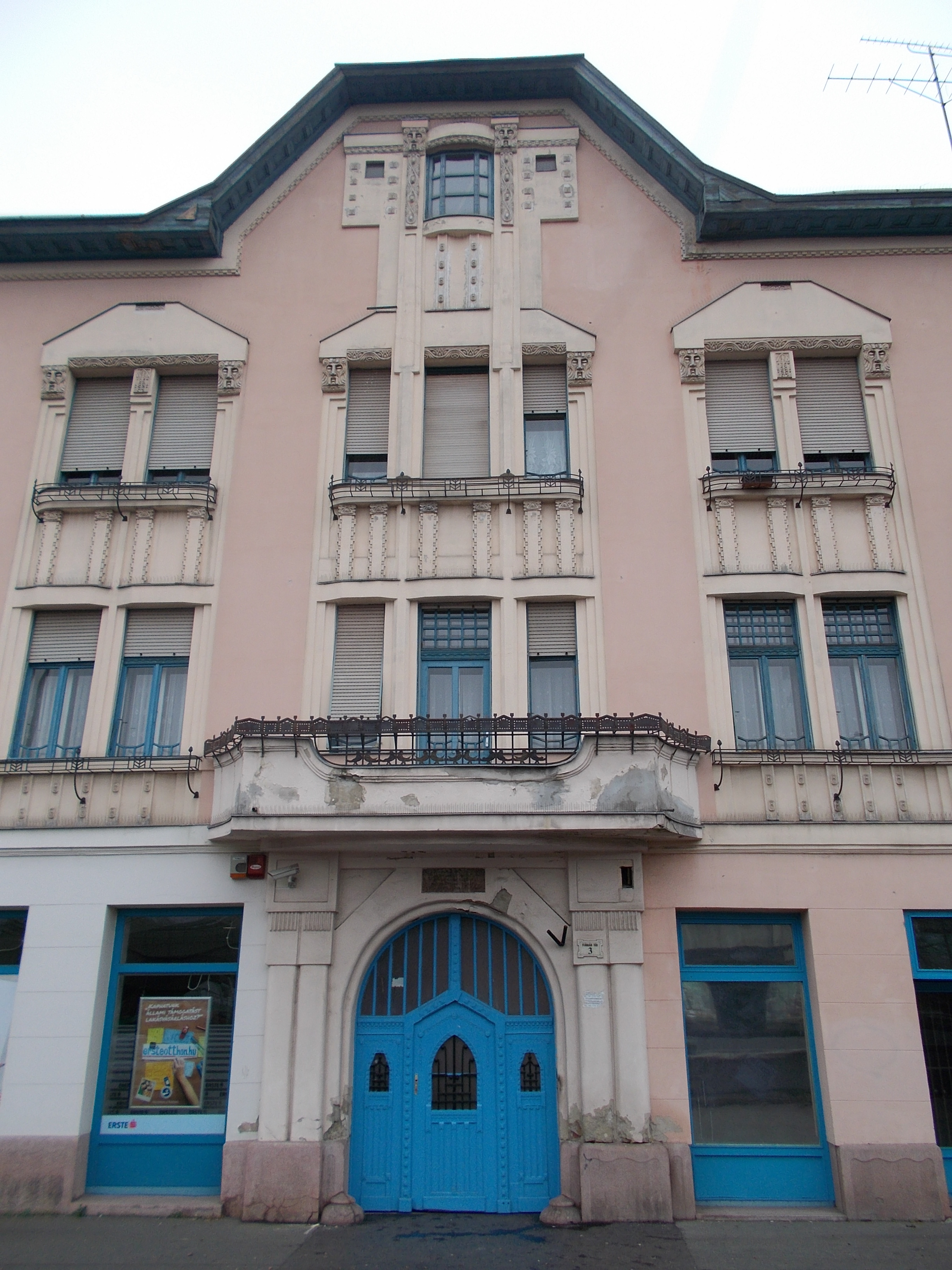
Weber-ház, Budapest
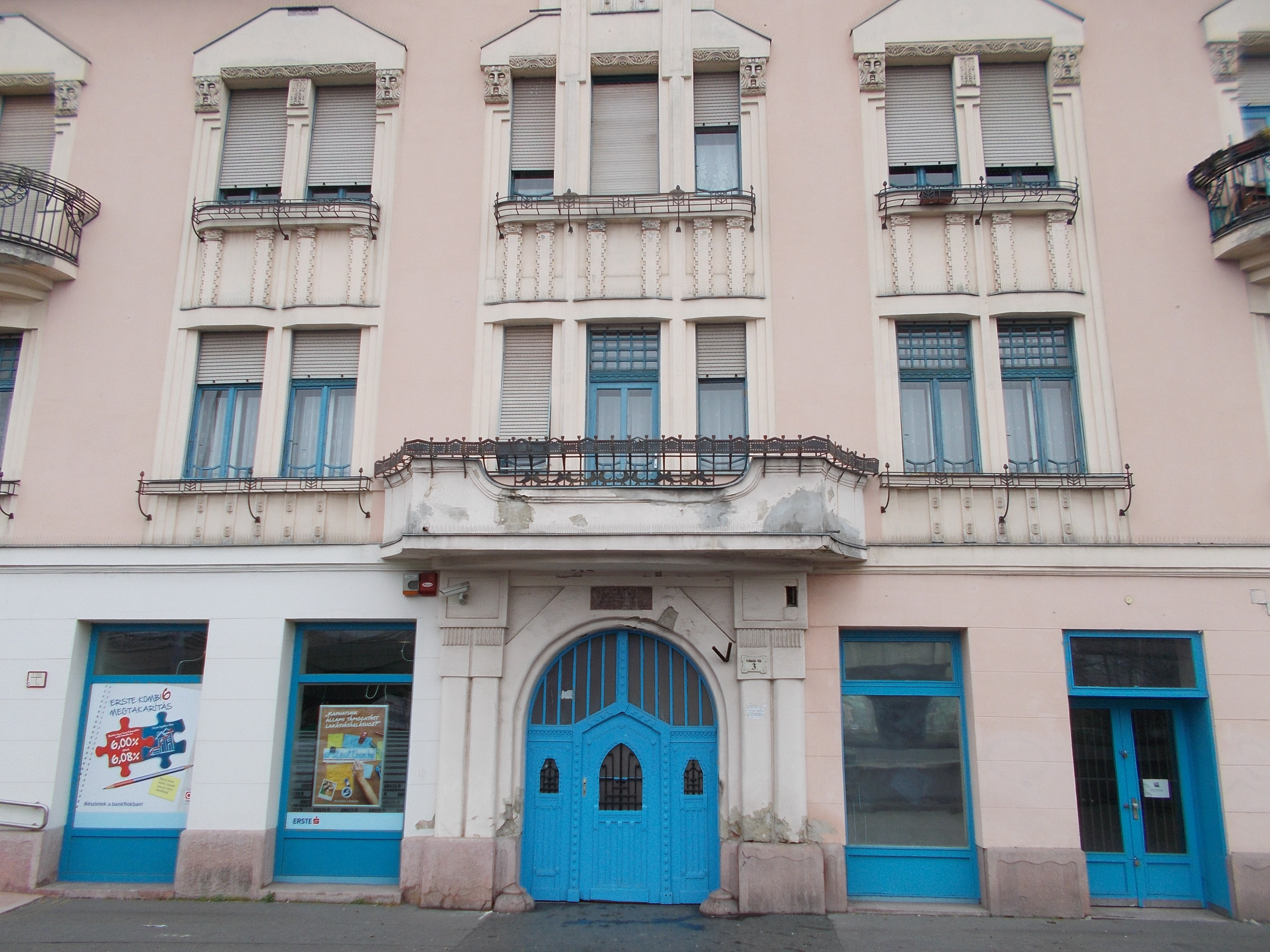
Weber-ház, Budapest
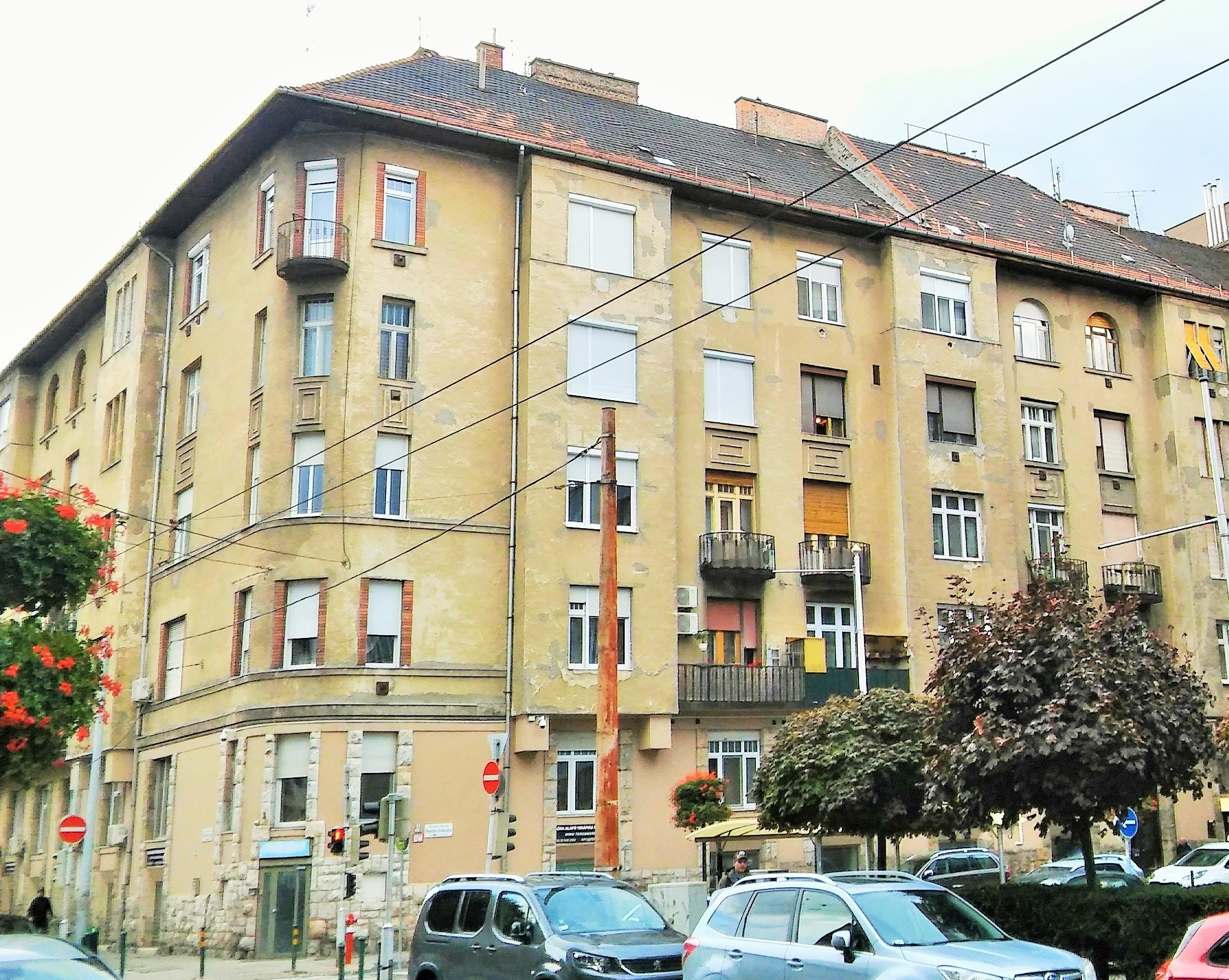
Hunnia Építő Rt. bérháza
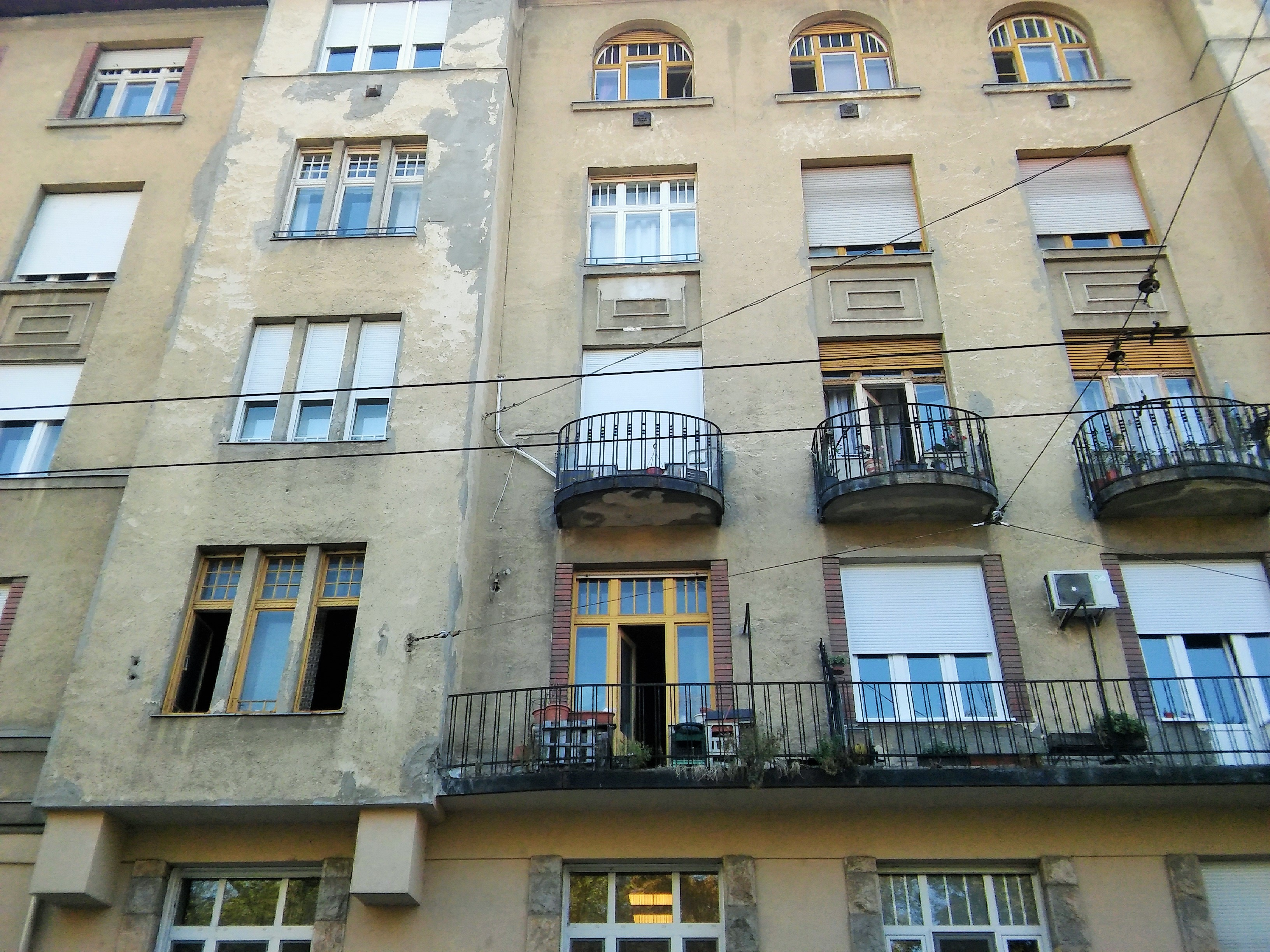
Hunnia Építő Rt. bérháza
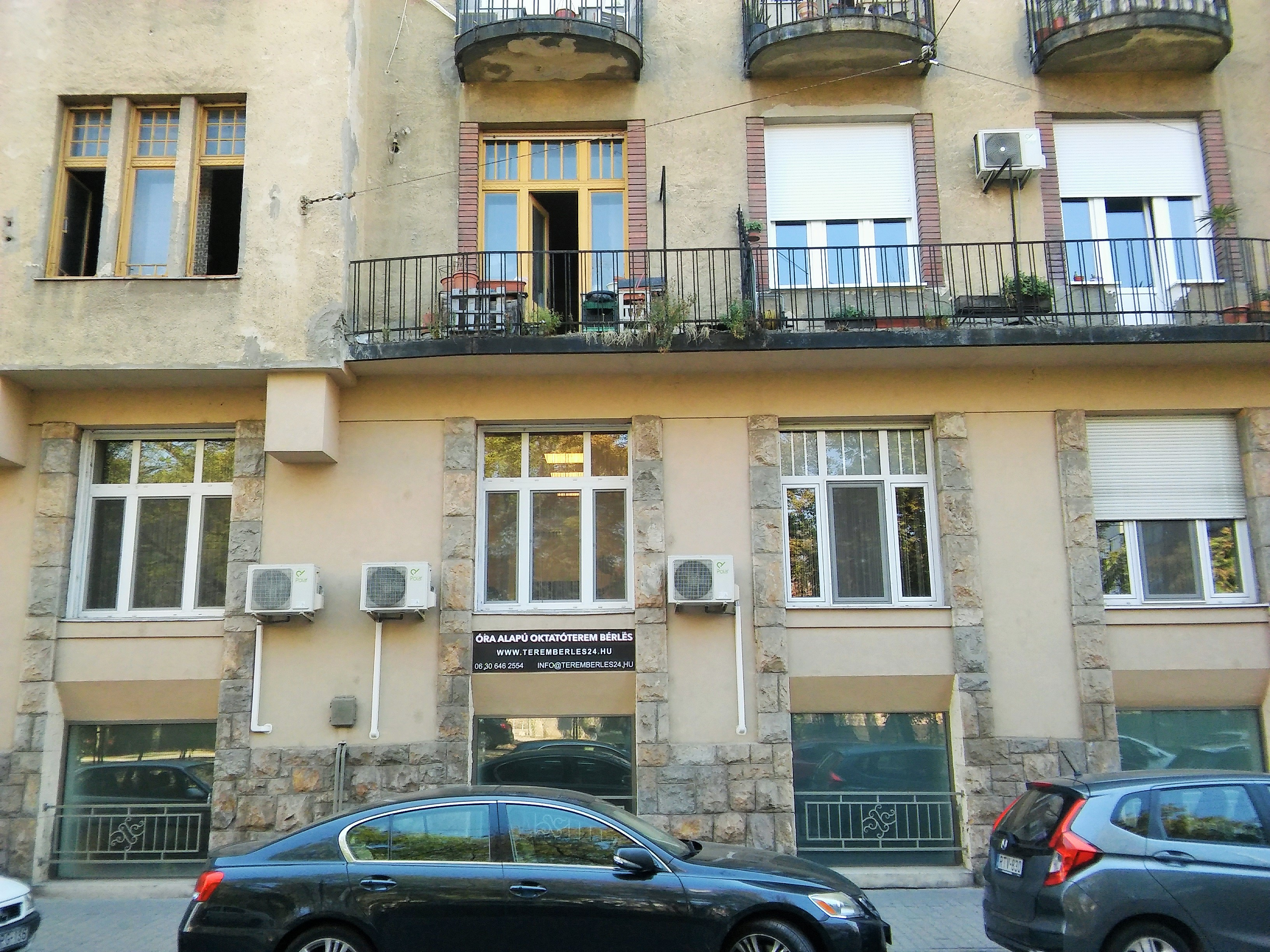
Hunnia Építő Rt. bérháza
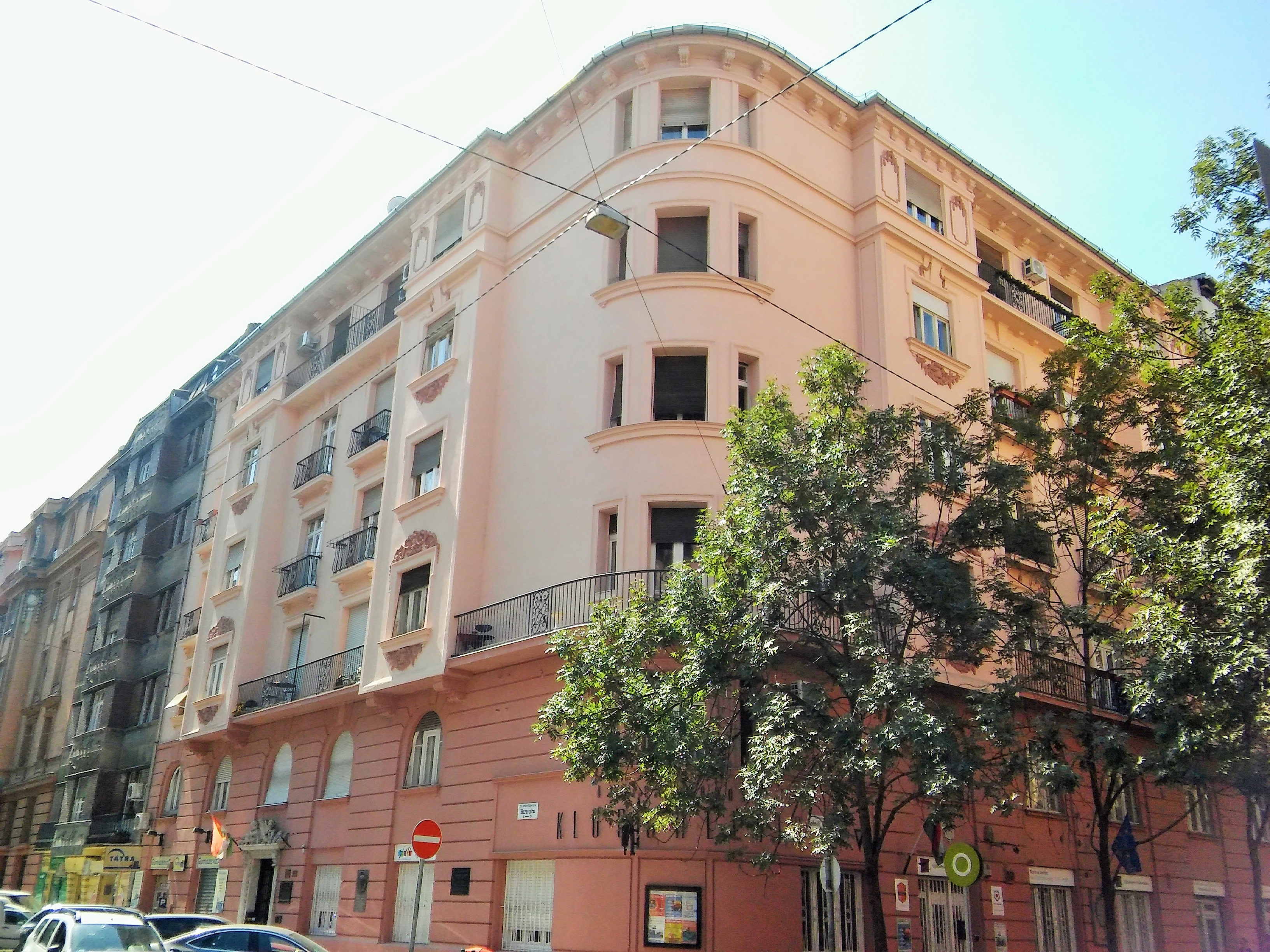
Bérház, Budapest, Tátra u. 20/b.
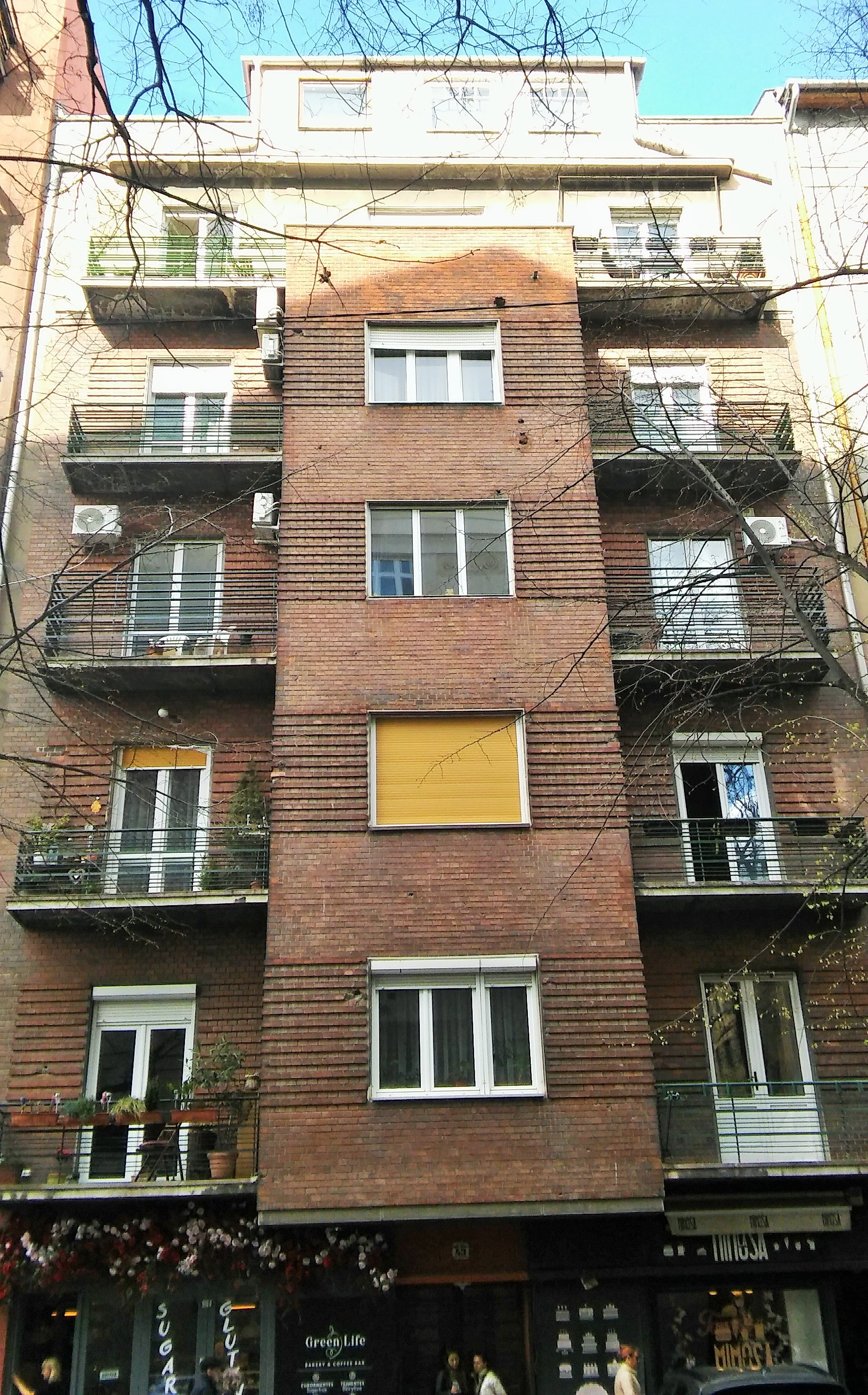
Bérház, Budapest, Radnóti Miklós u. 43.
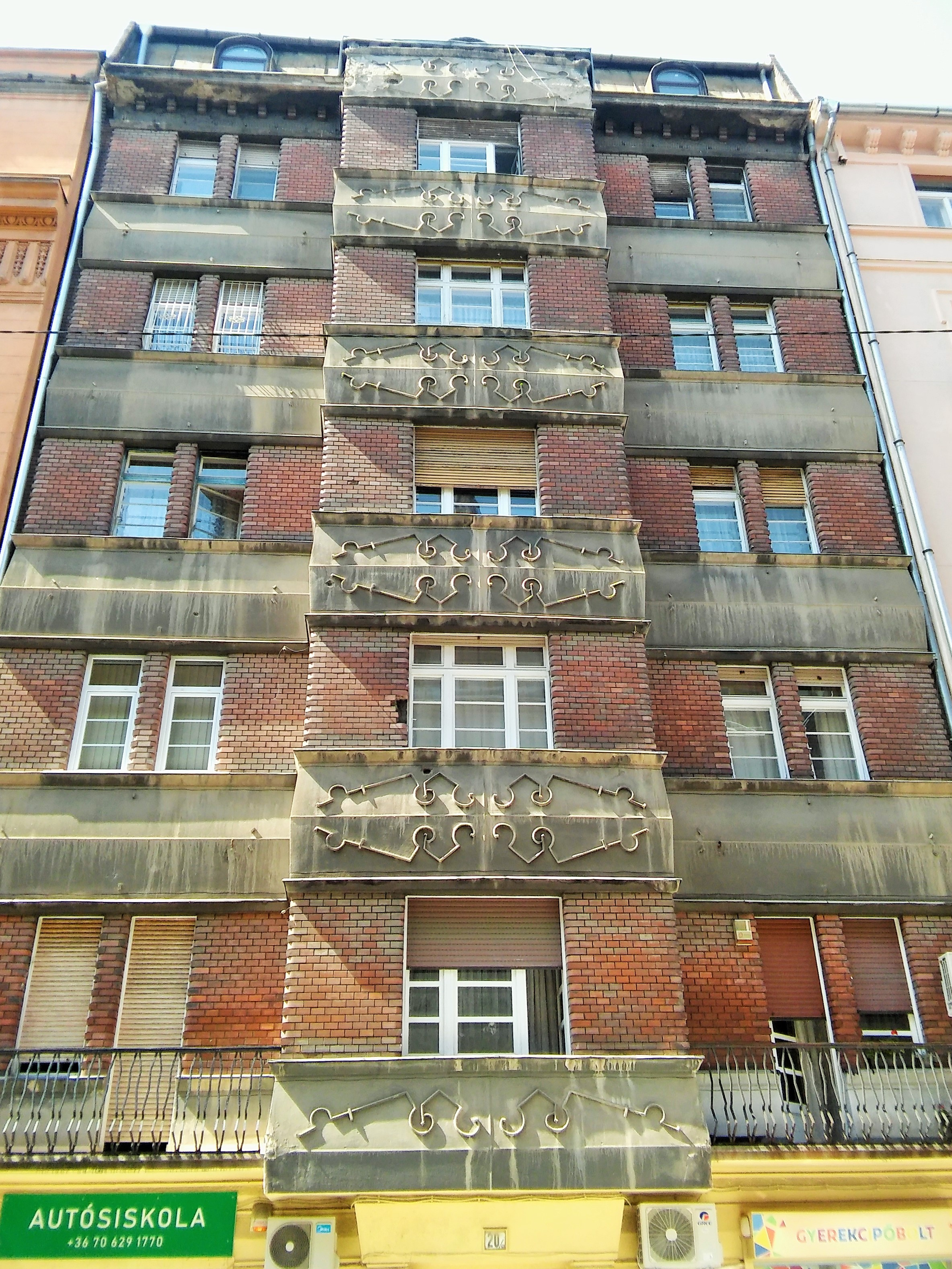
Bérház, Budapest, Tátra u. 20/a.
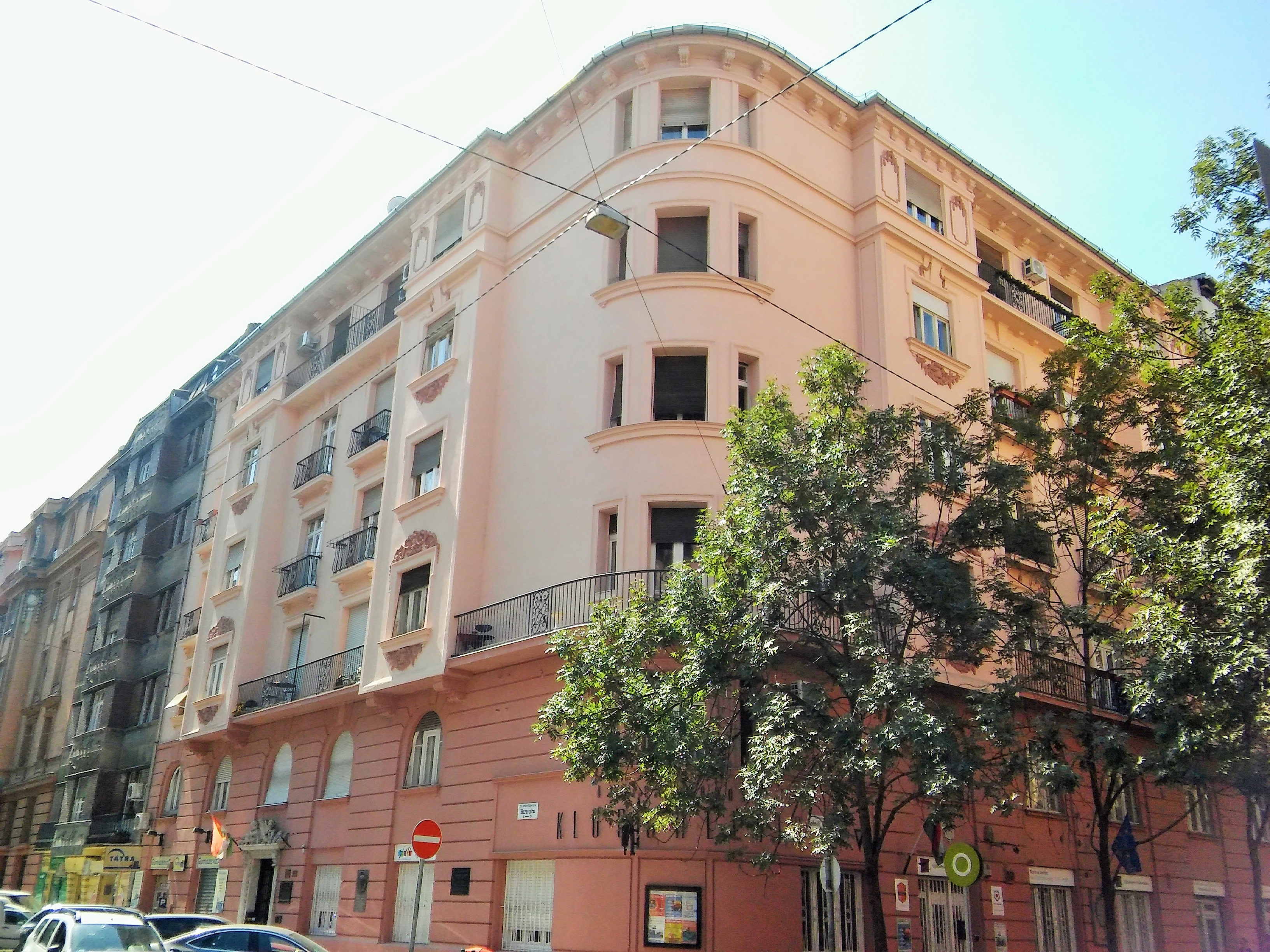
Bérház, Budapest, Tátra u. 20/b.

## Egyéb irodalom
- Bolla Zoltán: A magyar art deco építészet I., Ariton Kft., Budapest, 2016, ISBN 978-963-12-6691-7